# Megacyllene rotundicollis
Megacyllene rotundicollis es una especie de escarabajo longicornio del género Megacyllene, tribu Clytini, subfamilia Cerambycinae. Fue descrita científicamente por Zajciw en 1963.

## Descripción
Mide 13 milímetros de longitud.

## Distribución
Se distribuye por Argentina.